# François de Billon
Pour les articles homonymes, voir Billon.
François de Billon (1522 - 1566) est un auteur français du XVIe siècle.
Il fut secrétaire de Guillaume du Bellay et du duc de Parme, Ottavio Farnese. On lui attribue la paternité du mot athéisme dans son ouvrage le Fort inexpugnable de l'honneur du sexe féminin, ouvrage considéré comme le plus achevé de ce qui est resté dans l'histoire de la Querelle des femmes.
Le fort inexpugnable de l'honneur du sexe féminin se veut être une réponse aux auteurs du Roman de la Rose mais aussi aux poètes contemporains à l'œuvre de François de Billon. 